# Feodora Sasko-Meiningenská
Feodora Sasko-Meiningenská (Feodora Karola Šarlota Marie Adelaida Augusta Matylda; 29. května 1890, Hannover – 12. března 1972, Freiburg im Breisgau) byla sňatkem sasko-výmarsko-eisenašskou velkovévodkyní.

## Život
Feodora se narodila jako nejstarší dcera sasko-meiningenského prince Fridricha, mladšího syna vévody Jiřího II. Sasko-Meiningenského, a Adély z Lippe-Biesterfeldu, dcery hraběte Arnošta.

### Manželství
Během letní návštěvy paláce Wilhelmshöhe na Feodoru naléhal její příbuzný, německý císař Vilém II., aby se provdala za ovdovělého sasko-výmarsko-eisenašského velkovévodu Viléma Arnošta. Ten sloužil u pruského dělostřelectva. Navzdory své roli v jejich zasnoubení se však císař Vilém odmítl svatby zúčastnit. To vyvolalo mnoho spekulací, protože císař a jeho manželka si byli s velkovévodou velmi blízcí. Mnozí viděli, že to bylo způsobeno vzájemnou zlou vůlí mezi Vilémem a Feodořiným dědečkem, vévodou Jiřím II. Sasko-Meiningenským, jehož morganatické manželství s Ellen Franzovou se nelíbila mnoha královským osobnostem, jako byl Vilém. Jiří byl jediný panovník vládnoucí německé dynastie, který nikdy nenavštívil císaře od jeho nástupu na trůn v roce 1888, a který nikdy nepřijal u svého dvora císařské německé návštěvníky. Vilémův nesouhlas byl ještě překvapivější v tom, že nedávno povolil sňatek mezi hohenzollernským princem (Fridrichem Vilémem Pruským) s mnohem nižší členkou šlechty (Agátou z Hohenlohe-Schillingsfürstu).
Císařův bojkot svatby vyvolal v Sasko-Meiningenu tak silný nesouhlas, že když noviny oznámily, že se Vilém svatby nezúčastní, oficiální sdělení z královského paláce znělo, že nebyl nikdy pozván.
14. ledna 1910 se devatenáctiletá Feodora v Meiningenu provdala za o čtrnáct let staršího velkovévodu Viléma Arnošta. Stala se jeho druhou manželkou (jeho první manželka Karolína Reuss-Greiz zemřela bezdětná osmnáct měsíců po svatbě v roce 1905). První velkovévodovo manželství bylo nešťastné, Karolíně se nelíbilo u výmarského dvora a nakonec utekla do Švýcarska. Brzy poté, co byla přemluvena, aby se vrátila ke dvoru, zemřela a mnozí měli za to, že spáchala sebevraždu.

### Život u dvora
Feodořino manželství bylo nešťastné; výmarský dvůr byl obecně považován za jeden z nejpřísnějších a nejvíce řízených etiketou v Německu. Jeden zdroj uvedl:

"Zahaluje tam urozené členy do druhu zajetí, a zatímco velkovévoda se k tomu propůjčuje a je příliš konzervativní na to, aby připustil jakoukoli změnu, drtí svými omezeními temperamentnější členy rodiny."

Feodora byla v takovém prostředí nešťastná; když jí bylo 23 let, unikly zprávy, že kvůli svému zdraví pobývala v sanatoriu. Postihl ji silný záchvat spalniček a spály, nakazila se při návštěvě azylového domu, který založila. Její zvýšená pozornost věnovaná tomuto konkrétnímu azylu byla přičítána jejímu neštěstí u dvora a považována za útěk. Extrémní etiketa také způsobila, že si byli manželé mezi sebou i s dětmi odcizení. Zatímco zprávy neoznačovaly jejího manžela za zvlášť krutého, podle jednoho zdroje byl

"Jeden z nejbohatších panovníků v Evropě; flegmatický, dobře vychovaný, prodchnutý velkou pýchou rodu a přísným smyslem pro to, co patří pomazaným Páně. Je také jedním z nejuznávanějších a nejslušnějších německých panovníků...velkovévoda je velmi nudný a jeho dvůr a prostředí odráží jeho povahu v tomto ohledu do té míry, že se Výmar stal nejpochmurnějším hlavním městem v Evropě."

Feodora byla velmi oblíbená u střední a nižší vrstvy obyvatelstva; to bylo z velké části přičítáno jejímu šarmu a laskavosti k chudým a trpícím.

### Pozdější život
9. listopadu 1918 byl Vilém Arnošt – spolu se zbytkem německých panovníků po porážce Německa v první světové válce – nucen abdikovat. Opustil trůn a všechny své statky a uprchl s rodinou na rodinný pozemek ve Slezsku, kde o čtyři roky později zemřel. Feodora manžela přežila téměř o padesát let, zemřela 12. března 1972 ve věku 81 let ve Freiburg im Breisgau.

### Potomci
Za třináct let manželství porodila Feodora čtyři děti:
- Žofie Sasko-Výmarsko-Eisenašská (20. března 1911 – 21. listopadu 1988), ⚭ 1938 kníže Fridrich Günther ze Schwarzburgu (5. března 1901 – 9. listopadu 1971), rozvedli se ještě téhož roku
- Karel Augustus Sasko-Výmarsko-Eisenašský (28. července 1912 – 14. října 1988), ⚭ 1944 baronka Elisabeth von Wangenheim-Winterstein (16. ledna 1912 – 15. března 2010)
- Bernard Sasko-Výmarsko-Eisenašský (3. března 1917 – 23. března 1986)
- Jiří Sasko-Výmarsko-Eisenašský (24. listopadu 1921 – 11. března 2011)

## Vývod z předků
|                            |                                                |  |                                   |                                             |  |  |  |  |  |  |  | Jiří I. Sasko-Meiningenský |
|                            |                                                |  |                                   |                                             |  |  |  |  |  |  |  |                            |
|                            | Bernard II. Sasko-Meiningenský                 |  |                                   |                                             |  |  |  |  |  |  |  |                            |
|                            |                                                |  |                                   |                                             |  |  |  |  |  |  |  |                            |
|                            |                                                |  |                                   | Luisa Eleonora z Hohenlohe-Langenburgu      |  |  |  |  |  |  |  |                            |
|                            |                                                |  |                                   |                                             |  |  |  |  |  |  |  |                            |
|                            | Jiří II. Sasko-Meiningenský                    |  |                                   |                                             |  |  |  |  |  |  |  |                            |
|                            |                                                |  |                                   |                                             |  |  |  |  |  |  |  |                            |
|                            |                                                |  |                                   | Vilém II. Hesenský                          |  |  |  |  |  |  |  |                            |
|                            |                                                |  |                                   |                                             |  |  |  |  |  |  |  |                            |
|                            | Marie Frederika Hesensko-Kasselská             |  |                                   |                                             |  |  |  |  |  |  |  |                            |
|                            |                                                |  |                                   |                                             |  |  |  |  |  |  |  |                            |
|                            |                                                |  |                                   | Augusta Pruská                              |  |  |  |  |  |  |  |                            |
|                            |                                                |  |                                   |                                             |  |  |  |  |  |  |  |                            |
|                            | Fridrich Jan Sasko-Meiningenský                |  |                                   |                                             |  |  |  |  |  |  |  |                            |
|                            |                                                |  |                                   |                                             |  |  |  |  |  |  |  |                            |
|                            |                                                |  |                                   | Karel Ludvík Hohenlohe-Langenburský         |  |  |  |  |  |  |  |                            |
|                            |                                                |  |                                   |                                             |  |  |  |  |  |  |  |                            |
|                            | Arnošt I. z Hohenlohe-Langenburgu              |  |                                   |                                             |  |  |  |  |  |  |  |                            |
|                            |                                                |  |                                   |                                             |  |  |  |  |  |  |  |                            |
|                            |                                                |  |                                   | Amálie Henrietta ze Solms-Baruth            |  |  |  |  |  |  |  |                            |
|                            |                                                |  |                                   |                                             |  |  |  |  |  |  |  |                            |
|                            | Feodora z Hohenlohe-Langenburgu                |  |                                   |                                             |  |  |  |  |  |  |  |                            |
|                            |                                                |  |                                   |                                             |  |  |  |  |  |  |  |                            |
|                            |                                                |  |                                   | Emich Karel Leiningenský                    |  |  |  |  |  |  |  |                            |
|                            |                                                |  |                                   |                                             |  |  |  |  |  |  |  |                            |
|                            | Feodora Leiningenská                           |  |                                   |                                             |  |  |  |  |  |  |  |                            |
|                            |                                                |  |                                   |                                             |  |  |  |  |  |  |  |                            |
|                            |                                                |  |                                   | Viktorie Sasko-Kobursko-Saalfeldská         |  |  |  |  |  |  |  |                            |
|                            |                                                |  |                                   |                                             |  |  |  |  |  |  |  |                            |
| Feodora Sasko-Meiningenská |                                                |  |                                   |                                             |  |  |  |  |  |  |  |                            |
|                            |                                                |  |                                   |                                             |  |  |  |  |  |  |  |                            |
|                            |                                                |  | Vilém Arnošt z Lippe-Biesterfeldu |                                             |  |  |  |  |  |  |  |                            |
|                            |                                                |  |                                   |                                             |  |  |  |  |  |  |  |                            |
|                            | Julius z Lippe-Biesterfeldu                    |  |                                   |                                             |  |  |  |  |  |  |  |                            |
|                            |                                                |  |                                   |                                             |  |  |  |  |  |  |  |                            |
|                            |                                                |  |                                   | Modeste von Unruh                           |  |  |  |  |  |  |  |                            |
|                            |                                                |  |                                   |                                             |  |  |  |  |  |  |  |                            |
|                            | Arnošt II. Lippsko-Biesterfeldský              |  |                                   |                                             |  |  |  |  |  |  |  |                            |
|                            |                                                |  |                                   |                                             |  |  |  |  |  |  |  |                            |
|                            |                                                |  |                                   | Bedřich Ludvík z Castell-Castellu           |  |  |  |  |  |  |  |                            |
|                            |                                                |  |                                   |                                             |  |  |  |  |  |  |  |                            |
|                            | Adéla z Castell-Castellu                       |  |                                   |                                             |  |  |  |  |  |  |  |                            |
|                            |                                                |  |                                   |                                             |  |  |  |  |  |  |  |                            |
|                            |                                                |  |                                   | Emílie z Hohenlohe-Langenburgu              |  |  |  |  |  |  |  |                            |
|                            |                                                |  |                                   |                                             |  |  |  |  |  |  |  |                            |
|                            | Adéla z Lippe-Biesterfeldu                     |  |                                   |                                             |  |  |  |  |  |  |  |                            |
|                            |                                                |  |                                   |                                             |  |  |  |  |  |  |  |                            |
|                            |                                                |  |                                   | Cäsar, Graf von Wartensleben                |  |  |  |  |  |  |  |                            |
|                            |                                                |  |                                   |                                             |  |  |  |  |  |  |  |                            |
|                            | Leopold Otto Bedřich František z Wartenslebenu |  |                                   |                                             |  |  |  |  |  |  |  |                            |
|                            |                                                |  |                                   |                                             |  |  |  |  |  |  |  |                            |
|                            |                                                |  |                                   | Friederike von Gfug, Heiress of Osniszczewo |  |  |  |  |  |  |  |                            |
|                            |                                                |  |                                   |                                             |  |  |  |  |  |  |  |                            |
|                            | Karolína z Wartenslebenu                       |  |                                   |                                             |  |  |  |  |  |  |  |                            |
|                            |                                                |  |                                   |                                             |  |  |  |  |  |  |  |                            |
|                            |                                                |  |                                   | Arnold Halbach                              |  |  |  |  |  |  |  |                            |
|                            |                                                |  |                                   |                                             |  |  |  |  |  |  |  |                            |
|                            | Matilde Halbach                                |  |                                   |                                             |  |  |  |  |  |  |  |                            |
|                            |                                                |  |                                   |                                             |  |  |  |  |  |  |  |                            |
|                            |                                                |  |                                   | Caroline Bohlen                             |  |  |  |  |  |  |  |                            |
|                            |                                                |  |                                   |                                             |  |  |  |  |  |  |  |                            |